# Tom Elliott (football, 1990)
Thomas Joshua Elliott, né le 9 novembre 1990 à Leeds, est un footballeur anglais qui évolue au poste d'attaquant à Bradford City.

## Biographie
Le 3 février 2007, il fait ses débuts professionnels pour Leeds United lors d'un match contre Norwich City. Cette saison, il joue à trois reprises pour Leeds en Championship (D2 anglaise).
Le 29 janvier 2009, il est prêté à Macclesfield Town en League Two (D4 anglaise). Il passe les deux saisons suivantes en prêt, tout d'abord à Bury, avec lequel il marque le 29 septembre 2009 son premier but, puis à Rotherham United.
Le 31 janvier 2011, il rejoint Hamilton Academical en D1 écossaise, mais il ne marque aucun but et le club se retrouve relégué en Division 2. Le 1er août 2011, il revient en Angleterre, cette fois avec Stockport County, où il passe une saison en Conference Premier (D5), marquant 7 buts en 42 matchs.
Le 23 mai 2012, il rejoint Cambridge United, également en Conference Premier. Il y passe trois saisons, inscrivant 26 buts en championnat, avant de rejoindre, le 1er juillet 2015, l'AFC Wimbledon en Division 4. Le club est promu en Division 3 à l'issue de la saison. Elliott marque six buts lors de sa première saison et neuf buts lors de la deuxième.
Le 30 mai 2017, il rejoint Millwall, signant un contrat de 2 ans.
Le 9 janvier 2020, il rejoint Salford City.